# Boreomysis hanseni
Boreomysis hanseni är en kräftdjursart som beskrevs av Holmquist 1956. Boreomysis hanseni ingår i släktet Boreomysis och familjen Mysidae. Inga underarter finns listade i Catalogue of Life.